# 항문올림근

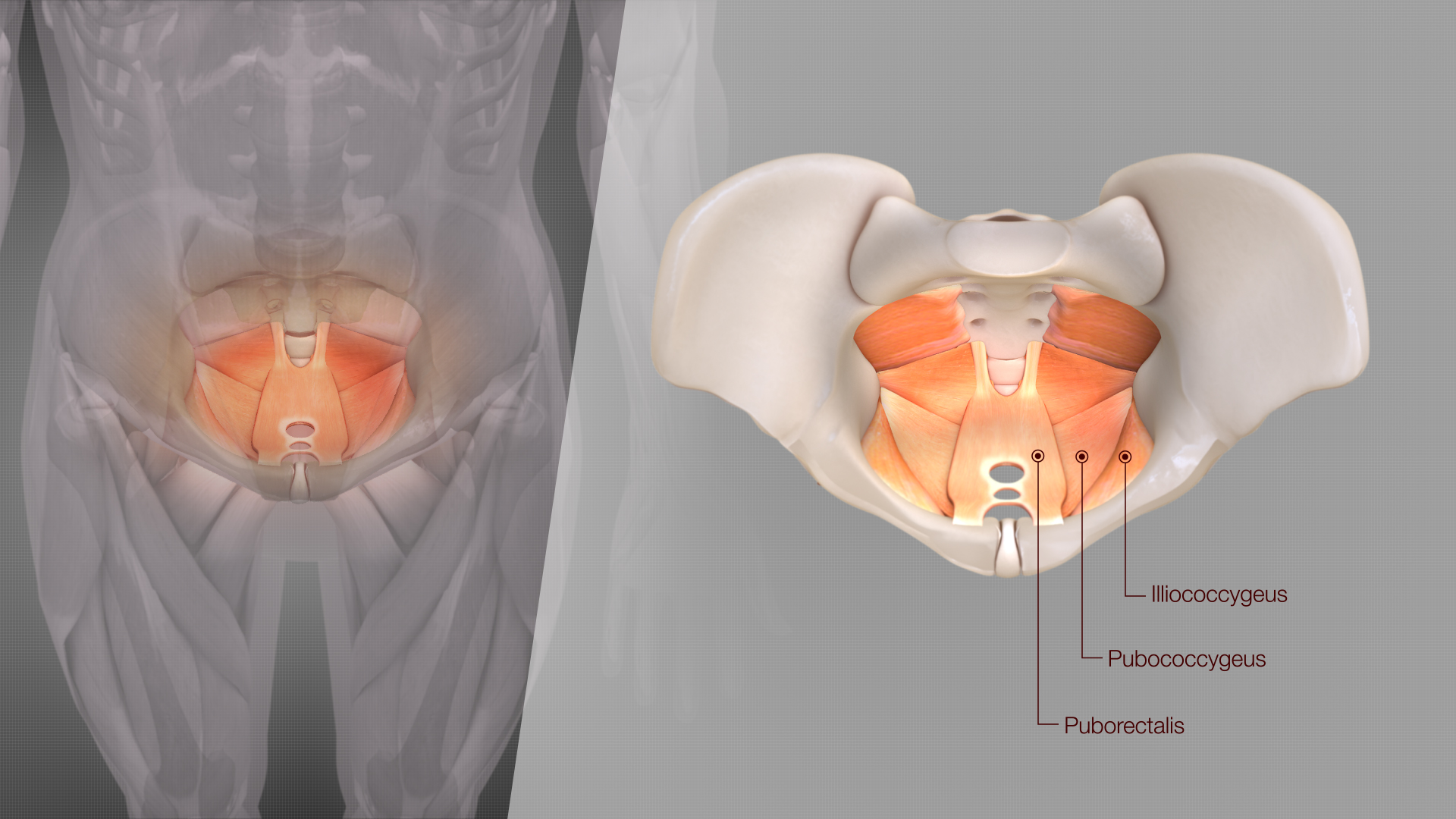
항문올림근을 보여주는 3D 일러스트

항문올림근(levator ani muscle), 또는 항문거근(肛門舉筋)은 골반의 양쪽에 위치한 넓고 얇은 근육들의 집합이다. 두덩꼬리근(pubococcygeus), 엉덩꼬리근(iliococcygeus), 두덩곧창자근(puborectalis)의 세 가지 근육 구성 요소로 구성되어 있다.
골반안에서도 작은골반의 양쪽 속면에 붙어 있고 이들이 합쳐져 골반바닥의 대부분을 형성한다. 항문올림근과 꼬리근은 골반가로막(pelvic diaphragm)이라고도 하는 골반바닥을 완성한다.
골반 안의 내장 기관을 지지하며, 골반을 통과하는 다양한 구조물을 둘러싸고 있다.
항문올림근은 골반바닥의 주요 근육이며 질경련이 발생했을 때는 강하게 수축하여 통증을 유발한다. 또한 오르가즘을 느끼는 동안에는 리드미컬하게 수축한다.

## 구조
항문올림근은 세 부분으로 구성되어 있다.
- 엉덩꼬리근(장골미골근, iliococcygeus muscle)
- 두덩꼬리근(치골미골근, pubococcygeus muscle)
- 두덩곧창자근(치골직장근, puborectalis muscle)

엉덩꼬리근은 궁둥뼈의 속면(볼기뼈의 아래뒤쪽 부분)과 폐쇄근막의 힘줄활 뒤쪽에서 일어나며, 꼬리뼈와 항문꼬리인대에 붙는다. 일반적으로는 가는 근육인데, 존재하지 않거나 근육의 대부분이 섬유 조직으로 대체되어 있을 수 있다. 엉덩꼬리근의 뒤쪽 부분은 때때로 'iliosacralis'라고도 한다.
두덩꼬리근의 안쪽 섬유는 여성에서 두덩질근(pubovaginalis)을, 남성에서는 두덩전립샘근(puboprostaticus)을 형성한다.

### 이는곳과 닿는곳
항문올림근의 앞쪽 부분은 두덩결합의 가쪽에 있는 두덩뼈 윗가지(superior pubic ramus)의 뒤쪽 표면에서 일어난다. 항문올림근의 뒤쪽 부분은 궁둥뼈가시의 속면에서 일어나며, 두덩뼈 윗가지와 궁둥뼈가시 사이의 폐쇄근막에서도 일부 항문올림근이 일어난다.
뒤쪽에서는 이는곳의 근막이 골반근막의 힘줄활과 거의 일치하지만 앞쪽에서는 근육이 힘줄활 위쪽 근막의 힘줄활과 다소 떨어진 부분에서 발생하며 어떤 경우에는 음부신경관만큼 높이 도달하기도 한다.
근육 섬유는 골반바닥의 중간 선을 따라 아래뒤쪽으로 주행한다. 가장 뒤쪽의 섬유는 꼬리뼈의 마지막 두 분절의 측면에 닿는다. 더 앞쪽에 있는 근육 섬유는 꼬리뼈와 항문 가장자리 사이를 연결하는 항문꼬리인대에서 반대쪽 근육과 섞인다.
중간 섬유는 곧창자의 측면에 닿으며 조임근의 섬유와 섞인다. 마지막으로 남성의 경우 앞쪽 섬유가 전립샘 측면으로 내려와 반대쪽 근육과 결합하고 샅중심체 지점에서 바깥항문조임근, 샅가로근의 섬유와 합류한다.
앞부분은 때때로 결합 조직에 의해 나머지 근육과 분리된다.
전립샘을 지지하는 부분은 puboprastaticus muscle(두덩전립샘근, musculus levator prostatae)라는 이름으로 별개의 근육으로 여겨지기도 한다.
여성의 경우 항문올림근의 앞쪽 섬유가 질의 측면으로 내려온다.

### 신경 분포
항문올림근은 대부분 음부신경, 샅신경의 지배를 받으며 함께 작용한다.

### 변이
또한 엉치신경(S3, S4)은 사람의 ~70% 정도에서 항문올림근에 직접 분포한다. 때때로(인구의 ~40%에서) 아래곧창자신경은 음부신경과 독립적으로 항문올림근을 지배한다.

## 두덩꼬리근
두덩꼬리근(pubococcygeus muscle), 흔히 PC 근육으로도 불리는 이 근육은 남녀 모두에서 볼 수 있는 해먹과 같은 근육이다. 두덩뼈에서 꼬리뼈까지 뻗어 있어 골반안의 바닥을 형성하고 골반 안의 장기를 지지한다.

### 구조
두덩꼬리근은 두덩뼈의 뒤쪽과 폐쇄근막의 앞쪽 부분에서 일어나며 항문관의 측면을 따라 꼬리뼈와 엉치뼈를 향해 거의 수평으로 뒤쪽으로 주행하여, 꼬리뼈와 엉치뼈에 닿는다.
척주와 항문의 끝 부분 사이에서 양쪽의 두덩꼬리근이 합쳐져 두꺼운 섬유근육층을 이룬다. 이 섬유근육층은 엉덩꼬리근에 의해 항문꼬리인대에 놓여 있다.
두덩꼬리근의 대부분은 엉치뼈의 마지막 한두 분절과 꼬리뼈에 닿는다.

### 기능
두덩꼬리근은 소변의 흐름을 조절하며 오르가슴을 느끼는 동안 수축하여 남성의 사정을 돕는다. 또한 출산뿐만 아니라 코어근육 안정성 유지에도 도움이 된다.
강한 두덩꼬리근은 요실금 감소나, 출산 중 아기 머리의 적절한 위치와 관련이 있다.

### 케겔운동
케겔운동은 모든 샅 부위 근육들의 수의적 수축이다. 이 운동은 샅 영역의 모든 횡문근을 강화하기 위한 노력이라고 할 수 있다. 케겔운동의 이름의 유래는 설립자인 아놀드 케겔이며, 이 때문에 종종 '케겔'이라고 단순히 부르기도 한다. 케겔운동은 남성의 궁둥해면체근, 망울해면체근, 고환올림근을 수축시키는 역할을 하는데, 이는 두덩꼬리근의 수의적 수축이 고환을 들어올리는 고환올림근반사를 일으키기 때문이다. 그러나 이 반사가 모든 남성에게 발생하는 것은 아니다. 케겔운동은 누출정맥으로 인한 발기부전을 개선하고 남성이 조루를 조절하도록 도우며 남녀 모두에서 요실금을 치료하기 위해 처방된다.

## 두덩곧창자근
곧창자 주위를 돌아 고리를 형성하는 항문올림근의 섬유를 두덩곧창자근(puborectalis muscle)이라고 한다. 이 부분은 두덩뼈 몸통 뒷면에서 일어난다. 닿는곳은 곧창자 뒤쪽의 정중선에 있다. 지배하는 신경 S3, S4 신경 뿌리의 샅가지이다.
양쪽 두덩곧창자근은 곧창자의 아래쪽 부분 주위에서 만나 강한 고리를 형성한다. 근육이 이완하면 곧창자와 항문 사이의 각도를 증가시켜 속항문조임근과 바깥항문조임근을 이완시키고 배변이 일어나도록 한다. 쪼그리고 앉아서 곧창자와 항문을 곧게 펴면 항문올림근 이완과 곧창자의 내용물 비우기가 촉진된다.

## 기능
항문올림근은 꼬리가 달린 사족보행 동물의 꼬리를 흔드는 역할을 맡는다. 꼬리를 흔드는 동작은 인간에서 항문올림근의 지지 기능보다 더 까다롭기 때문에 사족보행 동물에서의 항문올림근은 인간만큼 강하지 않다.

## 임상적 중요성

### 항문올림근 증후군
항문올림근 증후군은 항문올림근의 경련으로 인한 일시적인 곧창자의 통증이다.

## 추가 이미지

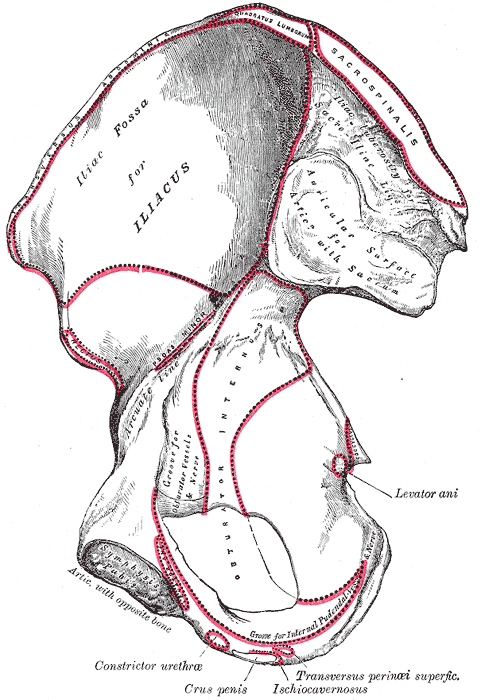
오른쪽 볼기뼈 속면.
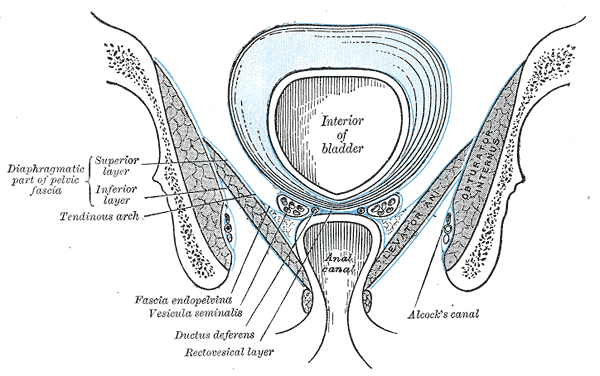
골반의 관상단면, 뒤에서 본 그림.
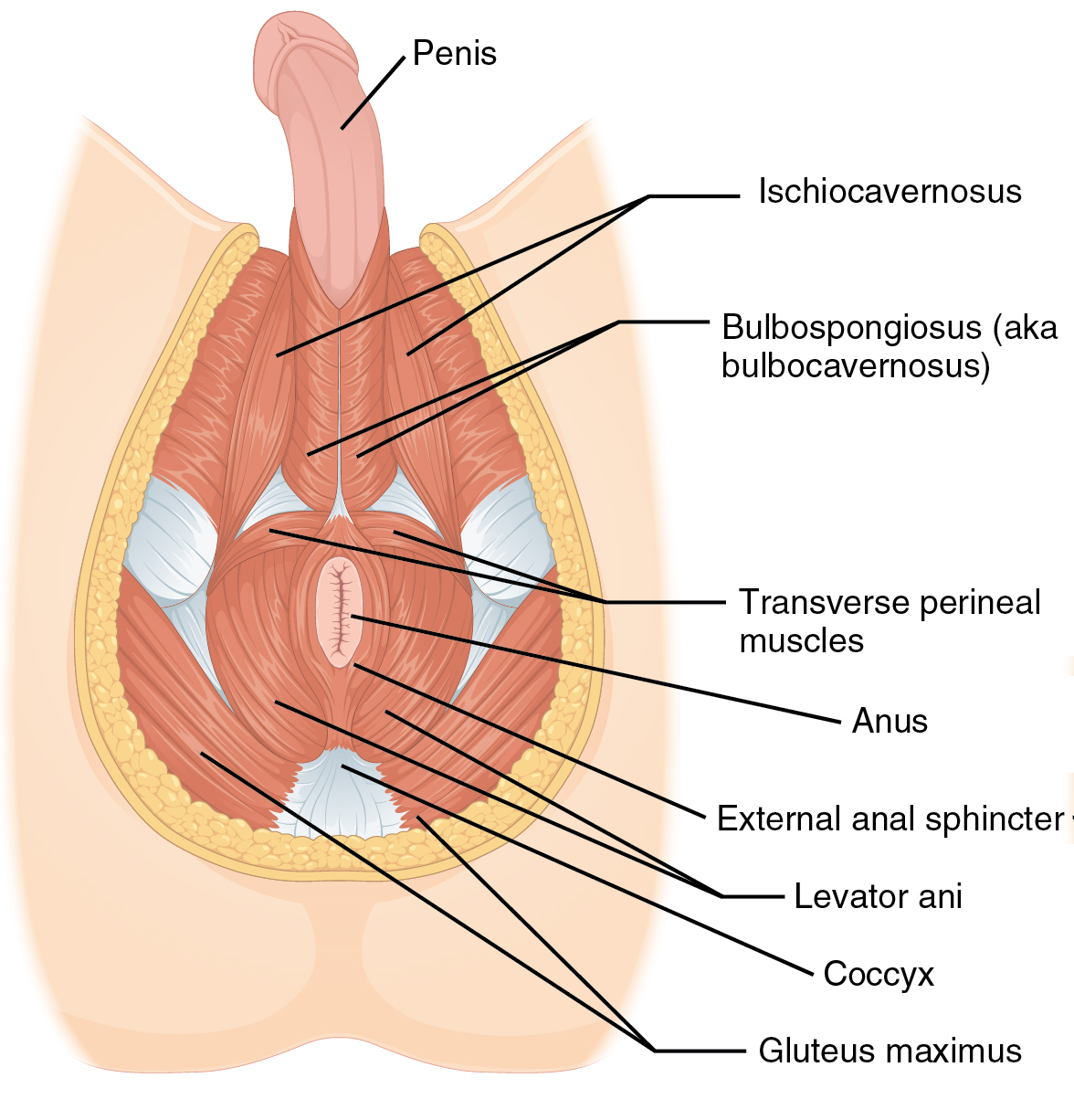
남성 샅의 근육.
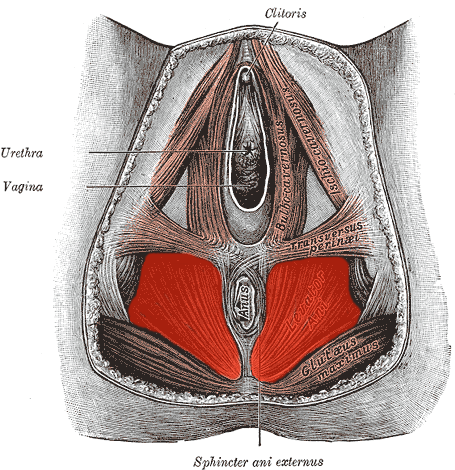
항문올림근이 색칠된 샅의 근육.
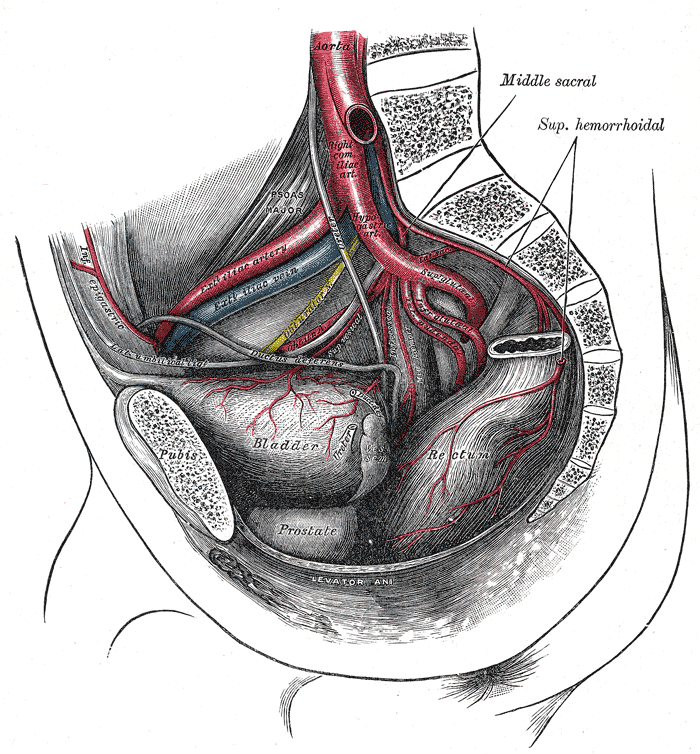
골반의 동맥.
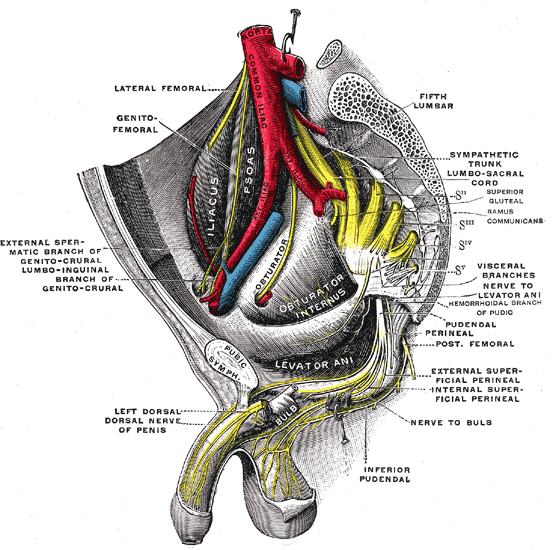
오른쪽 엉치신경얼기.
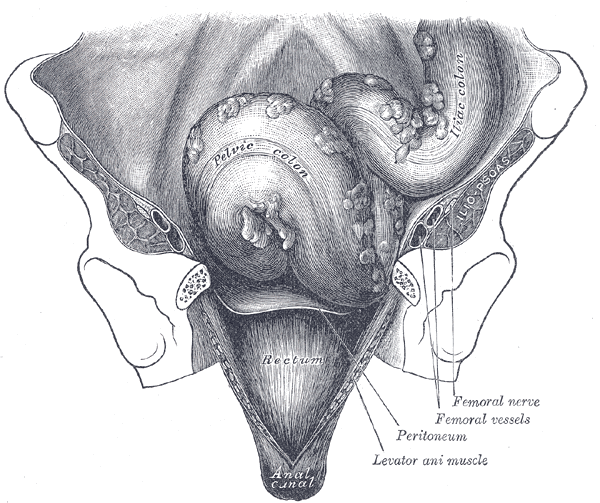
두덩뼈와 방광을 제거한 후의 구불잘록창자와 곧창자.
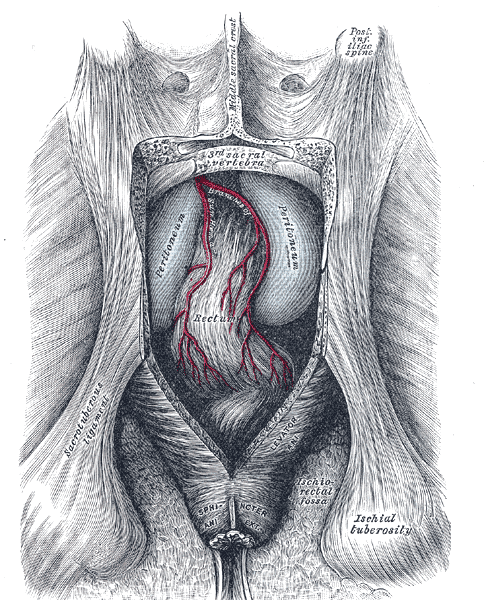
엉치뼈 밑부분과 꼬리뼈를 제거한 후의 곧창자 뒷면.
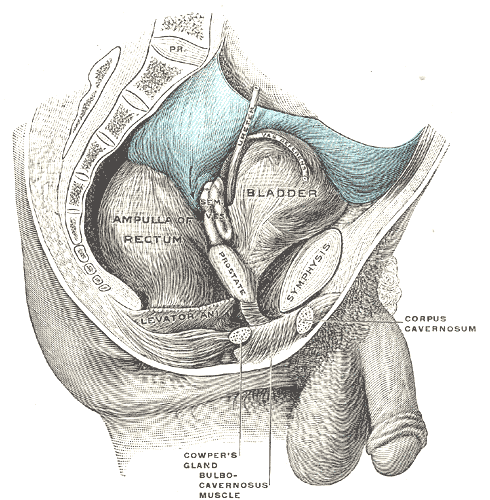
오른쪽에서 본 남성 샅의 장기들.
인간 항문의 해부.

## 같이 보기
- 망울해면체근

## 참고 문헌
이 문서는 현재 퍼블릭 도메인에 속하는 그레이 해부학 제20판(1918) page 422의 내용을 기초로 작성된 글이 포함되어 있습니다.